# Gleb W. Derujinsky
Gleb W. Derujinsky (Smolensk en Russie, 13 août 1888 – New York aux États-Unis, 9 mars 1975) est un sculpteur russe et américain.
Sa carrière artistique débute dans les années 1906-1911 à l'École de dessin de la Société pour l'encouragement de l'art de Saint-Pétersbourg. Ayant finalement décidé de faire de l'art son gagne-pain, Derujinsky migre à Paris en 1912 où il continue ses études à l'École d'art Calarossi et à l'académie Julien où il se lie d'amitié avec Rodin. Il retourne à Saint-Pétersbourg en 1913 et continue ses études à l'Académie d'Art impériale, au département de sculpture, où il reçoit sept premiers prix et est nommé pour le prix de Rome. Il participa aux expositions de l'Académie, à celles organisés par les Ambulants, et d'autres. En 1918 il est diplômé de l'Académie et émigre pour les États-Unis en 1919.
Ses sculptures en plâtre incluent Sergueï Rachmaninov, Sergueï Prokofiev, Lillian Gish, Lady Diana Cooper, Rabindranath Tagore, Franklin D. Roosevelt, Adlai Stevenson, John F. Kennedy et bien d'autres.